# Палтін (Брашов)
Палтін (рум. Paltin) — село у повіті Брашов в Румунії. Входить до складу комуни Шинка-Ноуе.
Село розташоване на відстані 156 км на північний захід від Бухареста, 32 км на захід від Брашова.

## Населення
За даними перепису населення 2002 року у селі проживали 160 осіб, усі — румуни. Усі жителі села рідною мовою назвали румунську.